# Accipiter chilensis
Lo sparviere del Cile (Accipiter chilensis Philippi e Landbeck) è un uccello rapace della famiglia degli Accipitridi originario della fascia di territorio che dalle regioni centrali del Cile e da quelle centro-occidentali dell'Argentina giunge fino alla Terra del Fuoco.

## Descrizione

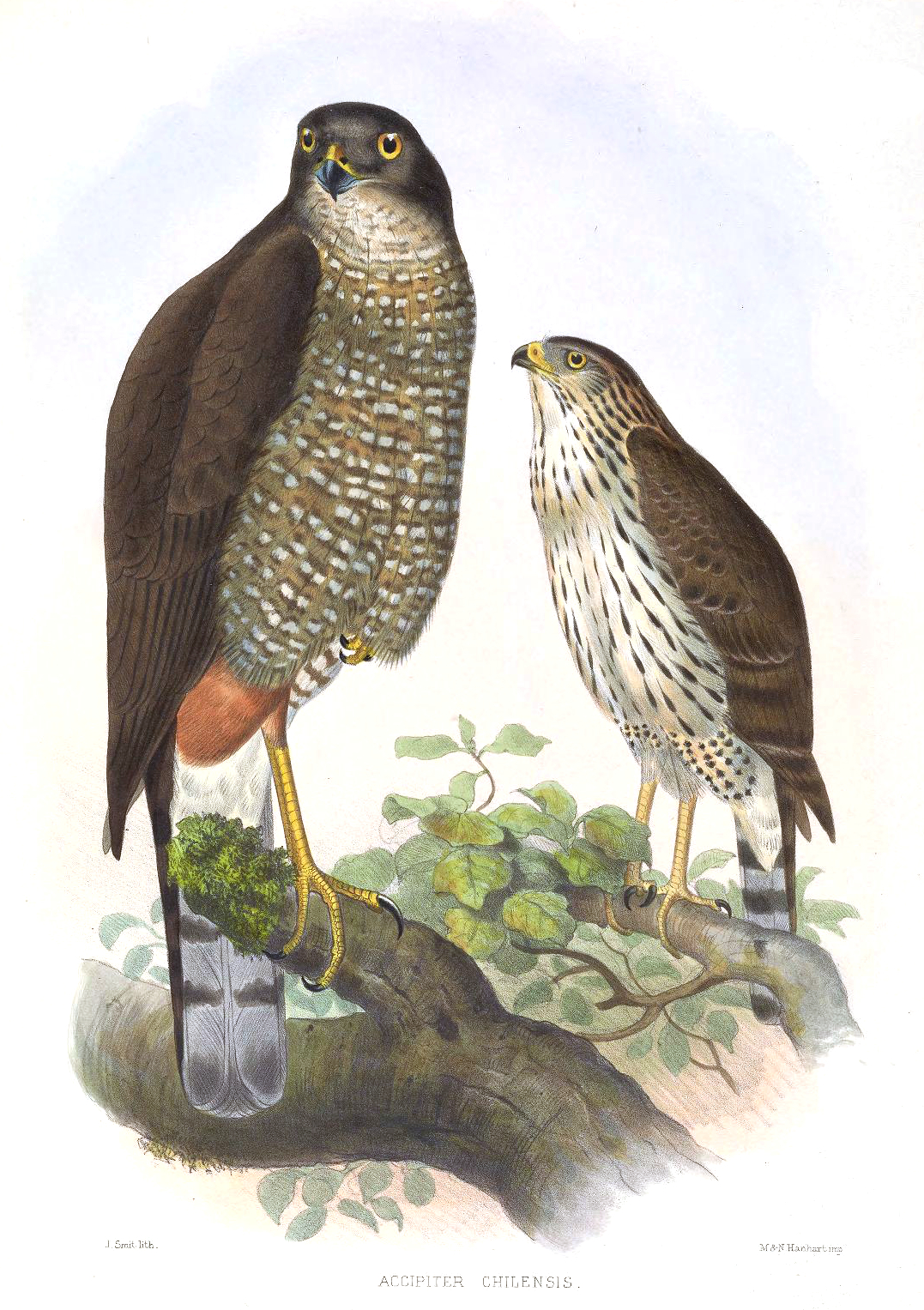

### Dimensioni
Misura circa 42 cm di lunghezza, per un peso di circa 260 g; l'apertura alare è di 59–85 cm.

### Aspetto
Gli sparvieri del Cile presentano la tipica sagoma degli Accipitrini, con corpo sottile e slanciato e lunghe zampe giallastre. Gli adulti hanno le parti superiori nere, il petto grigio cenere e l'addome abbondantemente marcato da barre scure. Sulla gola vi sono delle strisce longitudinali scure; la parte inferiore della coda è bianca, mentre quella superiore è marrone con cinque o sei barre scure. Le zampe sono giallo-verdastre e l'iride è gialla. I due sessi sono identici.
I giovani hanno le parti superiori più marroni con dei margini crema sulle piume. Il petto è più chiaro e l'addome mostra numerose strisce verticali. La parte superiore della coda è più chiara, il che rende le bande caudali meno evidenti.
Gli sparvieri del Cile si distinguono dagli sparvieri bicolori, dei quali venivano considerati fino a poco tempo fa una sottospecie, per l'assenza di una fase scura e di una fase intermedia nel piumaggio. Inoltre gli sparvieri del Cile hanno le parti inferiori nettamente più striate.

### Voce
Gli sparvieri del Cile comunicano solo durante il periodo di riproduzione; il resto dell'anno sono piuttosto silenziosi. Quando ha inizio la formazione di una coppia, i loro richiami non sono affatto diversi da quelli dello sparviere bicolore (Accipiter bicolor). La specie possiede almeno due richiami di rimprovero, una serie di keh o di kow abbaianti, nonché una serie di kek rapidi che somigliano al martellare di un picchio. Tutti questi richiami vengono emessi in prossimità del nido e si presume che servano a scoraggiare gli intrusi. Per comunicare tra loro, il maschio e la femmina si indirizzano degli waaah penetranti. Per rivolgersi alla loro prole, i genitori utilizzano apparentemente un fischio chiaro e dolce.

## Biologia
Durante il giorno, gli sparvieri del Cile amano stare appollaiati sui rami situati all'interno del loro territorio. Si spostano da un sito preferito ad un altro volando a bassa quota. Nelle regioni in cui la presenza umana è maggiore, si avvicinano alle abitazioni con molta cautela. Sono uccelli piuttosto silenziosi che non annunciano mai la loro presenza con le loro vocalizzazioni. Le coppie si separano dopo la stagione di riproduzione. Non sappiamo se i legami coniugali durino una sola stagione o se vengano rinnovati per varie stagioni consecutive. I maschi eseguono delle parate aeree. Quella maggiormente degna di nota consiste in un giro della morte che somiglia a un otto verticale. I loro voli planati sono quasi sempre correlati alla loro attività riproduttiva.
Non conosciamo tutte le strategie che lo sparviere del Cile mette in atto per catturare la preda. Sembra tuttavia che questo cacciatore faccia sfoggio di grandi capacità e di un'eccellente mobilità per catturare le sue vittime dopo un inseguimento aereo. È anche abbastanza esperto da catturare insetti di grandi dimensioni che volano a media altezza. Infine, è abbastanza paziente e in grado di attendere alla posta che una preda gli si presenti a tiro. Sebbene la differenza di dimensioni li spinga a catturare tipi diversi di prede, durante la stagione riproduttiva il maschio e la femmina a volte cooperano e cacciano insieme.
Gli sparvieri del Cile sono prevalentemente sedentari. Tuttavia, alcuni di loro svernano nei bassopiani dell'Argentina nord-occidentale. Le ragioni di questo spostamento non sono molto evidenti. Forse seguono i movimenti dei piccioni del Cile (Patagioenas araucana), che rappresentano una delle loro principali prede.

### Alimentazione
Gli sparvieri del Cile si nutrono quasi esclusivamente di uccelli. In numerosi studi effettuati, questi rappresentavano spesso oltre il 97% della dieta. I piccoli passeriformi che vivono nella foresta sono particolarmente apprezzati, ma più di 30 specie sono state elencate come potenziali prede. Vengono catturati, almeno occasionalmente, anche roditori e rettili come lucertole e piccoli serpenti. Tuttavia, gli sparvieri del Cile preferiscono nettamente gli uccelli di foresta che vivono in prossimità del terreno delle zone boschive. A seconda della disponibilità, le prede più ambite sono il rayadito codaspinosa (Aphrastura spinicauda), il lucarino mentonero (Spinus barbatus), l'elenia crestabianca (Elaenia albiceps), il tordo australe (Turdus falcklandii) e il diucon (Xolmis pyrope). Nelle regioni in cui sono abbondanti, i piccioni del Cile (Patagioenas araucana) costituiscono una parte prevalente della dieta.

### Riproduzione
Lo sparviere del Cile nidifica durante l'estate australe. Le coppie cominciano a formarsi a partire dalla metà di ottobre e questo processo prosegue praticamente fino alla fine dell'anno. Il periodo di incubazione ha luogo principalmente nel mese di dicembre. Le uova iniziano a schiudersi a partire dal nuovo anno fino al mese di febbraio. A partire da questa data, i gruppi familiari si sciolgono.
Il nido è una piattaforma ovale la cui lunghezza varia da 50 a 80 centimetri e la larghezza da 50 a 60 cm. Quando è appena costruito, la profondità non supera i 25 centimetri. Al contrario, se si tratta di un vecchio nido utilizzato per diversi anni di seguito, la profondità può raggiungere facilmente il doppio di quella di un nuovo nido. Si tratta di una struttura compatta costruita con ramoscelli secchi e pezzetti di legno strettamente intrecciati. Il nido di solito è situato tra 16 e 20 metri di altezza su un ramo biforcuto in prossimità del tronco al livello superiore di un grande albero. Quest'ultimo è molto spesso un faggio australe del genere Nothofagus. I nidi vengono a volte riutilizzati per diverse stagioni consecutive, ma la maggior parte delle volte gli sparvieri del Cile preferiscono costruire una struttura nuova su un albero diverso ogni anno.
La covata comprende generalmente 2 o 3 uova, come nel caso della maggior parte degli accipitridi. Queste hanno un colore che va dal bianco al blu chiaro opaco e una forma abbastanza simile a quella dei polli domestici. L'incubazione dura circa 21 giorni. I genitori difendono ferocemente il loro territorio contro i predatori alati, tra cui la poiana dorsorosso (Geranoaetus polyosoma). Quando questo pericoloso predatore si avvicina al nido, i giovani nidiacei nascondono la testa.
A differenza di molti altri membri della famiglia degli accipitridi, in cui è solo il nidiaceo più robusto a sopravvivere, gli sparvieri del Cile riescono ad allevare regolarmente i 2 o 3 pulcini che raggiungono l'età dell'involo.

## Distribuzione e habitat
Gli sparvieri del Cile vivono principalmente nelle foreste temperate. Molto più raramente, si possono osservare nelle zone boschive adattatesi a periodi di siccità, nei parchi, nelle foreste miste e nelle aree aperte. Per cacciare, visitano anche le zone ricoperte da piccoli arbusti, le praterie e i terreni agricoli. Al contrario, evitano abitualmente le zone pesantemente intaccate dall'attività dell'uomo, il che a volte non impedisce loro di visitare temporaneamente i parchi urbani e i giardini. Per nidificare, gli sparvieri del Cile hanno bisogno di un vasto territorio ricoperto da foreste, che solo in rari casi è inferiore a 200 ettari. Tra le zone boschive, gli sparvieri del Cile preferiscono le vaste distese di Araucaria e di faggi australi (Nothofagus). Tollerano senza dubbio un livello ragionevole di sfruttamento forestale, a patto che il paesaggio non subisca troppe trasformazioni, e sono presenti anche nelle zone a ricrescita secondaria in cui i grandi alberi maturi sono ancora presenti. Apprezzano anche gli ecosistemi in cui il sottobosco è in gran parte ricoperto da boschetti di bambù. Laddove le foreste primarie vergini non sono presenti, questi uccelli vivono anche nelle piantagioni di pini importati.
Gli sparvieri del Cile vivono nell'estremità meridionale del continente sudamericano. Il loro areale si estende sulle regioni andine che vanno dal Cile centrale e dall'Argentina occidentale fino alla Terra del Fuoco. Questi rapaci sono presenti dal livello del mare fino a 2700 metri di altitudine, anche se è raro incontrarli al di sopra dei 1000 metri. In Argentina, il limite settentrionale del loro areale si trova nella provincia di Neuquén, mentre in Cile esso non è noto con precisione, ma la specie si spinge senza dubbio almeno fino a Valparaíso. Gli sparvieri del Cile sono monotipici.

## Conservazione
A causa del suo comportamento estremamente discreto e del suo habitat forestale, lo sparviere del Cile è uno dei rapaci della zona temperata che sono stati meno studiati. È noto tuttavia che sia relativamente comune nella regione del capo Horn. Nel parco nazionale che copre questa regione, le densità di popolazione raggiungono spesso valori pari a 4 uccelli per chilometro quadrato. In altre zone del suo areale, esso è considerevolmente più raro. Il fatto che questo uccello preferisca generalmente habitat caratterizzati da fitte foreste è un ostacolo abbastanza importante nel determinare la densità esatta delle popolazioni. In generale, e nonostante sia impossibile determinare con precisione gli effettivi globali, la specie è considerata come piuttosto rara. Esso non viene tuttavia valutato dalla IUCN, che lo considera ancora una sottospecie dello sparviere bicolore.